# RyanDan
RyanDan es un dúo musical canadiense compuesto por los hermanos Ryan y Dan Kowarsky, gemelos idénticos. Su música se desarrolla dentro el género denominado classical crossover, conjugando el pop con la ópera y la música clásica. Originarios de Toronto, Ontario, se hallan actualmente establecidos en Londres, Gran  Bretaña.

## Biografía
Los gemelos Ryan y Dan Kowarsky nacieron el 5 de diciembre de 1979 y son los menores de cinco hermanos. No solo tienen la particularidad de ser idénticos, sino que además, son "espejados": Ryan es diestro y Dan (el mayor por tres minutos) es zurdo. Crecieron en el barrio de Thornhill, al norte de Toronto, en el seno de una familia judía. Su padre, Paul Kowarsky, es un talentoso cantante de ópera. Originario de Sudáfrica, se formó en la escuela King David Linksfield, una escuela judía en Johannesburgo, y era cantante con frecuencia en sinagogas, tanto en su Sudáfrica natal, como luego en Canadá, tras emigrar.
De pequeñitos, sus padres los vestían iguales, pero Ryan y Dan eran tan difíciles de diferenciar, que su madre llegó a pintarle de rojo el dedo grande del pie a Ryan para no confundirlos. Con los años, el ser idénticos, más que un problema, se convertiría en una ventaja ya que el truco de hacerse pasar el uno por el otro les sería muy útil con sus docentes. Así, Dan podía hacerle sus pruebas de ciencias a Ryan, y este hacía lo propio a la hora de las de matemática de su hermano.
Estando en la preparatoria, compartieron el papel principal en una representación de la obra musical británica Joseph and the Amazing Technicolor Dreamcoat de Andrew Lloyd Webber y Tim Rice. A los 17, se presentaron junto a su amigo Ohad Einbinder en las oficinas de Sony Music de Canadá, donde llamaron la atención a ejecutivos de la discográfica al cantar "Show Me The Way To Go Home" en la recepción. Poco después firmarían un contrato de grabación tras constituirse formalmente en el grupo b4-4. En 2001, b4-4 recibió una nominación para Mejor grupo nuevo en los Premios Juno, categoría finalmente ganada por Nickelback. El trío gozaría del éxito no solo en Canadá, sino también en otros mercados, particularmente en Alemania.
Pero con el tiempo, Ryan y Dan se verían encasillados en el perfil típico de las boy bands, con una base de público adolescente más interesado en su aspecto físico, cabello o ropa, que en sus voces y sus habilidades interpretativas como artistas. Fue así que, en pos de llegar a un sonido y a un público más adultos, tras la separación de  b4-4 los gemelos Kowarsky formarían el dúo RyanDan y en 2006 se trasladarían a Londres para continuar con su carrera.
RyanDan firmó contrato con Universal Records y su álbum autointitulado RyanDan fue lanzado el 27 de  septiembre de 2007 en Gran Bretaña y el 8 de abril de 2008 en Estados  Unidos. Este disco (que llegaría a ser disco de oro en Gran Bretaña, Canadá, Hong Kong) les  otorgó la distinción de convertirse en el primer dúo de gemelos idénticos que llegara a colocar un álbum dentro de los diez principales de la tabla de éxitos musicales británica.
Los gemelos citan a los tenores Mario Lanza y Luciano Pavarotti como grandes influencias en su música desde niños, a los que escuchaban gracias a que provienen de una «familia muy musical», como diría Dan. «Mi padre es cantante de ópera, mi hermano mayor es cantante de ópera, mi hermana es cantante de country, ¡toda la familia canta!; el perro canta, el gato canta, ¡todo el mundo canta! Así que, simplemente crecimimos con ello». Este entorno de virtuosismo sería el que los ayudaría a desarrollar sus voces naturalmente, sin haber recibido ningún tipo de entrenamiento vocal específico.

### RyanDan(2007)
Su primer álbum, RyanDan, lo grabarían con el productor Steve Anderson, quien trabajara con famosos cantantes como Paul McCartney y Kylie Minogue. Su representante sería Richard Beck, quien se ocupara de Shania Twain, 5ive y Midge Ure, entre otros.
Incluye interpretaciones en inglés, italiano y una en francés (esta, solo en la versión canadiense) cantadas junto a una orquesta de sesenta y dos integrantes y coros de niños y gospel.
Cuenta con versiones de algunas de sus canciones favoritas y canciones originales, dos de ellas, "Always" y "Tears Of An Angel", siendo de su  propia autoría. "Always" ("Siempre", incluida solo en la versión  australiana) celebra el amor fraternal que los une, mientras  que "Tears Of An Angel" ("Lágrimas de un ángel") la escribieron para su sobrinita Tal, quien tenía tan solo 3 años y medio al momento de diagnosticársele un tumor cerebral maligno, mientras Ryan y Dan grababan el disco, y que falleciera antes de su lanzamiento.

### Silence Speaks(2010)
Tras una serie de giras por Europa, Norteamérica, Asia y Australia, RyanDan cerraría sus presentaciones centradas en su primer trabajo discográfico en octubre de 2009 en Canadá para  prepararse para su nuevo disco. Su segundo álbum ha sido anunciado para principios de 2010, a pesar de que su título, Silence  Speaks ("El silencio habla"), ya había sido revelado más tempranamente en 2009.
Como adelanto, el tema "Is Love Enough (To Save The World)?" ("¿Es suficiente el amor [para salvar al mundo]?"), fue lanzado en Canadá para difusión en las radios en septiembre de 2009 y su videoclip, posteriormente, en noviembre.

## Discografía

### Álbumes
- 2007: RyanDan
- 2010: Silence Speaks (anunciado)
- 2014: Imagine

### Participaciones especiales
- 2008: A Celebration In Song: Olivia Newton-John & Friends (coros en "The Water Is Wide" y "Find A Little Faith")

### Sencillos
- 2007: "Like The Sun" (internacional)
- 2007: "The Face" (solo en Canadá)
- 2007: "High / O Holy Night" (solo en Gran Bretaña)
- 2009: "Is Love Enough (To Save The World)?"